# Arqueta de Sant Martirià

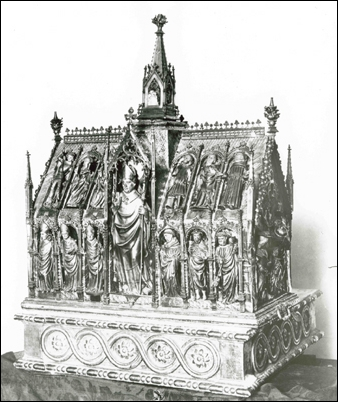
Arqueta de Sant Martirià, fotografia antiga que en mostra l'aspecte original (en falta la creu del pinacle)

L'Arqueta de Sant Martirià és un reliquiari gòtic datat del segle xv que conserva les relíquies de Sant Martirià. Es conserva al Monestir de Sant Esteve de Banyoles.
És una de les obres cabdals de l'orfebreria catalana. Va ser obrada entre 1413 i 1453 al taller gironí dels Artau: la va començar Francesc Artau I i va ser acabada pel seu fill Francesc Artau II.

## Descripció
És una caixa de fusta de xiprer, en forma de temple: la base rectangular (65 x 32,5 cm) i les façanes laterals amb una coberta a dos vesssants, com un sostre. A sobre, una cresteria i, al mig, un pinacle rematat per una creu; l'alçada de la cresta és de 43,5 cm, el pinacle puja fins a 60,6 cm, i la creu que el remata, 71 cm.
Tota la superfície és recoberta d'argent repussat, amb les carnadures policromades amb esmalts, formant com capelletes disposades simètricament, amb vint-i-vuit figures en relleu. Cada un dels costats llargs està centrat per una figura d'argent de Sant Martirià beneint, amb hàbit de bisbe. A banda i banda del sant, es disposen dotze figures més petites (més o menys la meitat que la del bisbe): a cada banda, tres a la façana lateral i tres al vessant inclinat de la coberta.
Els sants representats són:
- en una cara, a sobre: Sant Miquel, Maria Magdalena, un bisbe / Sant Ferriol, Santa Tecla, Francesc d'Assís; a sota: els sants bisbes Nicolau, Eloi i Martí / Sant Benet, Sant Jaume i Sant Pere.
- a l'altra cara, a sobre: Santa Marta, Sant Gregori i Cristòfol / Sant Pau, Sant Pere, santa Llúcia; a sota: Santa Caterina, Sant Esteve, Joan Baptista / Santa Bàrbara, Santa Anna, Sant Feliu de Girona.

Als costats petits (61 x 29,2 cm), dos relleus amb una escena del martiri de Martirià i una Mare de Déu amb àngels.

## Robatori i recuperació

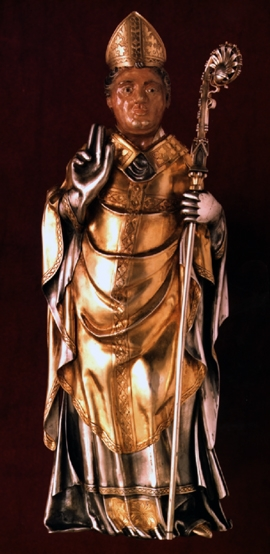
Sant Martirià en una de les figures d'argent de l'arqueta, recuperada

L'11 de gener de 1980 va ser desmuntada i les seves figures robades per la banda d'Erik el Belga. Des de llavors, hi ha hagut nombrosos intents de recuperació de les peces, de les quals se'n va trobar la pista a 1997, quan algunes van sortir a subhasta. Una bona part havia estat adquirida per una col·leccionista neerlandesa que, després de llargues negociacions, va vendre-les al bisbat de Girona. Recuperats quasi la totalitat dels relleus, en octubre de 2009 va començar-ne la restauració de l'arqueta a Madrid, per tal de tornar-la al seu estat original.
Falten per recuperar 5 imatges: Sant Miquel Arcàngel; apòstol Sant Pau; apòstol Sant Pere; protomàrtir Sant Esteve i una verge i màrtir (potser Santa Bàrbara)
Serà exhibida al monestir de Banyoles, en una sala dotada amb noves mesures de seguretat.